# Europacup I 1985/86
De 31ste editie van de Europacup I werd gewonnen door het Roemeense Steaua Boekarest in de penaltyreeks tegen FC Barcelona. Steaua was de eerste Oost-Europese club die de competitie won.

## Eerste ronde
| Team #1               | Tot.             | Team #2          | 1ste wed | 2de wed |
| --------------------- | ---------------- | ---------------- | -------- | ------- |
| Górnik Zabrze         | 2 - 6            | Bayern München   | 1 - 2    | 1 - 4   |
| BFC Dynamo Berlin     | 1 - 4            | FK Austria Wien  | 0 - 2    | 1 - 2   |
| RSC Anderlecht        | Bye              |                  | -        | -       |
| Rabat Ajax            | 0 - 10           | Omonia Nicosia   | 0 - 5    | 0 - 5   |
| Budapesti Honvéd SE   | 5 - 1            | Shamrock Rovers  | 2 - 0    | 3 - 1   |
| Vejle BK              | 2 - 5            | Steaua Boekarest | 1 - 1    | 1 - 4   |
| Zenit Leningrad       | 4 - 0            | Vålerenga IF     | 2 - 0    | 2 - 0   |
| Kuusysi               | 4 - 2            | FK Sarajevo      | 2 - 1    | 2 - 1   |
| Linfield FC           | 3 - 4            | Servette FC      | 2 - 2    | 1 - 2   |
| ÍA Akranes            | 2 - 7            | Aberdeen FC      | 1 - 3    | 1 - 4   |
| IFK Göteborg          | 5 - 3            | Trakia Plovdiv   | 3 - 2    | 2 - 1   |
| Girondins de Bordeaux | 2 - 3            | Fenerbahçe SK    | 2 - 3    | 0 - 0   |
| TJ Sparta Praag       | 2 - 2 (uitgoals) | FC Barcelona     | 1 - 2    | 1 - 0   |
| FC Porto              | 2 - 0            | Ajax Amsterdam   | 2 - 0    | 0 - 0   |
| Hellas Verona         | 5 - 2            | PAOK Saloniki    | 3 - 1    | 2 - 1   |
| Jeunesse d'Esch       | 1 - 9            | Juventus         | 0 - 5    | 1 - 4   |

## Tweede ronde
| Team #1             | Tot.             | Team #2          | 1ste wed | 2de wed      |
| ------------------- | ---------------- | ---------------- | -------- | ------------ |
| Bayern München      | 7 - 5            | FK Austria Wien  | 4 - 2    | 3 - 3        |
| RSC Anderlecht      | 4 - 1            | Omonia Nicosia   | 1 - 0    | 3 - 1        |
| Budapesti Honvéd SE | 2 - 4            | Steaua Boekarest | 1 - 0    | 1 - 4        |
| Zenit Leningrad     | 3 - 4            | Kuusysi          | 2 - 1    | 1 - 3 (n.v.) |
| Servette FC         | 0 - 1            | Aberdeen FC      | 0 - 0    | 0 - 1        |
| IFK Göteborg        | 5 - 2            | Fenerbahçe SK    | 4 - 0    | 1 - 2        |
| FC Barcelona        | 3 - 3 (uitgoals) | FC Porto         | 2 - 0    | 1 - 3        |
| Hellas Verona       | 0 - 2            | Juventus         | 0 - 0    | 0 - 2        |

## Kwartfinale
| Team #1          | Tot.             | Team #2        | 1ste wed | 2de wed |
| ---------------- | ---------------- | -------------- | -------- | ------- |
| Bayern München   | 2 - 3            | RSC Anderlecht | 2 - 1    | 0 - 2   |
| Steaua Boekarest | 1 - 0            | Kuusysi        | 0 - 0    | 1 - 0   |
| Aberdeen FC      | 2 - 2 (uitgoals) | IFK Göteborg   | 2 - 2    | 0 - 0   |
| FC Barcelona     | 2 - 1            | Juventus       | 1 - 0    | 1 - 1   |

## Halve finale
| Team #1        | Tot.             | Team #2          | 1ste wed | 2de wed      |
| -------------- | ---------------- | ---------------- | -------- | ------------ |
| RSC Anderlecht | 1 - 3            | Steaua Boekarest | 1 - 0    | 0 - 3        |
| IFK Göteborg   | 3 - 3 (4-5 n.p.) | FC Barcelona     | 3 - 0    | 0 - 3 (n.v.) |

## Finale
| Team #1          | Res.             | Team #2      |
| ---------------- | ---------------- | ------------ |
| Steaua Boekarest | 0 - 0 (2-0 n.p.) | FC Barcelona |

Estadio Ramón Sánchez Pizjuán, Sevilla
7 mei 1986

Opkomst: 70 000 toeschouwers

Scheidsrechter: Michel Vautrot (Frankrijk)

Penalty's: (0:0) Mihail Majearu (redding), (0:0) José Ramón Alexanko (redding), (0:0) Ladislau Bölöni (redding), (0:0) Ángel Pedraza (redding), 1:0 Marius Lăcătuş, (1:0) Pichi Alonso (redding), 2:0 Gavril Balint, (2:0) Marcos Alonso (redding)
Steaua (trainer Emerich Jenei):

Helmuth Duckadam; Stefan Iovan (c), Miodrag Belodedici, Adrian Bumbescu, Ilie Bărbulescu; Gavril Balinţ, Lucian Bălan (sub 75' Anghel Iordănescu), Ladislau Bölöni, Mihail Majearu; Marius Lăcătuş, Victor Piţurcă (sub 107' Marin Radu)

Barcelona (trainer Terry Venables):

Javier Urruti; Gerardo, Migueli, José Ramón Alexanco, Julio Alberto; Víctor Muñoz, Marcos Alonso, Bernd Schuster (sub 85' Josep Moratalla), Ángel Pedraza; Steve Archibald (sub 106' Pichi Alonso), Francisco José Carrasco

## Kampioen
| Europacup I – Seizoen 1985/86 |
| ----------------------------- |
| Steaua Boekarest 1ste titel   |